# Antiblemma tuisa
Antiblemma tuisa är en fjärilsart som beskrevs av William Schaus 1911. Antiblemma tuisa ingår i släktet Antiblemma och familjen nattflyn. Inga underarter finns listade i Catalogue of Life.